# Universidad Tecnológica Nacional
Die Nationale Technische Universität (spanisch Universidad Tecnológica Nacional; UTN) ist eine landesweite nationale Universität in Argentinien mit Hauptsitz in Buenos Aires und weiteren 29 Standorten.
Die Nationale Technologische Universität (Universidad Tecnológica Nacional, UTN) wurde als Nationale Arbeiteruniversität (Universidad Obrera Nacional) durch den argentinischen Präsidenten Juan Perón am 19. August 1948 gegründet, um den Mangel an technischen Fachkräften im Lande zu decken. Der Abschluss war der des Fabrikingenieurs in vielen Fachbereichen. Bis 1954 hatte die Universität neun Niederlassungen in Buenos Aires, Córdoba, Mendoza, Rosario, Santa Fe, Bahía Blanca, La Plata, Tucumán und Avellaneda. Am 14. Oktober 1959 wurde die Universität in Nationale Technologische Universität umbenannt. Dies war der offizielle Beginn der Universität in ihrer heutigen Form.
An den meisten dieser Standorte werden folgende Ingenieurstudiengänge angeboten:
- Luft- und Raumfahrttechnik
- Chemieingenieurwesen
- Bauingenieurwesen
- Elektrotechnik (Studiengang mit Schwerpunkt Energiesystemtechnik)
- Electronic Engineering (Studiengang mit Schwerpunkt Elektronik und Telekommunikationstechnik)
- Wirtschaftsingenieurwesen
- Ingenieurwesen und Informationssysteme
- Maschinenwesen